# Concord Bicycle Music
Concord Music también conocido como Concord Bicycle Music, es una compañía discográfica estadounidense independiente ubicada en Beverly Hills, California, con distribución mundial a través de Universal Music Group. La compañía se especializa en grabación musical (Concord Records, Fantasy Records) y publicación del mismo (The Bicycle Music Company, Imagem). A partir de septiembre de 2017, Concord se convirtió en la quinta compañía musical más grande del mundo.